# Kshenski
Kshenski (ruso: Кше́нский) es un asentamiento de tipo urbano de Rusia, capital del raión de Sovetski en la óblast de Kursk.
En 2021, el asentamiento tenía una población de 5586 habitantes. En su territorio no hay pedanías.
Se ubica unos 50 km al este de Shchigrý y unos 20 km al sur del trifinio con las óblast de Oriol y Lípetsk. Por el asentamiento fluye el río Kshen. Está rodeado de localidades rurales con las que forma una conurbación de unos ocho mil habitantes.

## Historia
Tiene su origen en la estación ferroviaria que se abrió aquí en 1894, en la línea de ferrocarril de Kursk a Vorónezh. Junto a la estación surgieron originalmente dos poblados ferroviarios llamados "Kshenski" y "Sovetski"; a este último se le asignaría en 1928 el estatus de capital distrital y, aunque en 1958 Sovetski pasó a ser un barrio de Kshenski, el raión conserva el topónimo original. Los límites del actual término municipal fueron definidos en 1990, cuando se anexionó como barrio una parte de la vecina aldea de Ivánovka.